# Francesco Bissolotti
Francesco Bissolotti (Soresina, 2 aprile 1929 – Cremona, 31 gennaio 2019) è stato un liutaio italiano.
Noto costruttore e restauratore di strumenti ad arco, attivo a Cremona, Francesco Bissolotti ha intrapreso l'attività di liutaio dopo aver approfondito le tecniche dell'ebanisteria, dell'intarsio e della scultura apotropaica.

I suoi strumenti sono stati venduti in diverse parti del mondo. Bissolotti è stato pure docente (per ventisei anni) presso la "Scuola di Liuteria di Cremona" ed ha avuto una parte importante nella ristrutturazione del Museo Stradivariano nella stessa città.
Tra i vari musicisti che utilizzano le sue creazioni vi sono i violisti Dov Scheindlin e Kim Kaskashan ed i violinisti Uto Ughi e Salvatore Accardo; per quest'ultimo Bissolotti ha espressamente costruito una "controviola" a cinque corde che Accardo ha utilizzato nella sua registrazione della Sonata per la gran viola di Niccolò Paganini per la EMI.